# 마리아 엘레오노라 폰 브란덴부르크

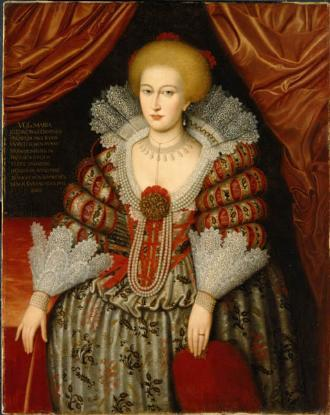
마리아 엘레오노라

브란덴부르크의 마리아 엘레오노라(Maria Eleonora von Brandenburg, 1599년 11월 11일 ~ 1655년 3월 28일)는 스웨덴 국왕 구스타브 2세 아돌프의 왕비이자 크리스티나 여왕의 모친이다.

## 생애
마리아 엘레오노라는 브란덴부르크 선제후 요한 지기스문트와 프로이센의 안나의 둘째딸로 태어났다. 마리아는 당시 신분을 숨기고 하급 군관을 가장한 채 브란덴부르크를 찾은 구스타브와 사랑에 빠졌고, 구스타브는 자신의 정체를 밝힌 뒤 마리아 엘레오노라와 결혼했다. 그러나 스웨덴은 날씨가 춥고 음산했으며 독일에 비해 전근대적인 농업 국가였다. 젊은 왕비는 새로운 생활에 잘 적응하지 못했고, 사랑하는 남편도 전쟁으로 자리를 비우는 일이 잦았다. 마리아는 미모가 뛰어난 여성이었지만 히스테릭하고 이성적이지 못했으며 전장에 따라가겠다고 고집을 부릴 만큼 남편에게 집착했다. 그녀는 점차 우울증에 시달렸으며 이를 달래기 위해 방탕한 생활을 계속했다. 당시 스웨덴 왕실에 있어 가장 큰 문제는 구스타브 국왕의 후계자가 없다는 사실이었다. 마리아가 낳은 두 딸은 모두 일찍 죽었고 1626년 태어난 셋째 또한 딸이었다. 마리아는 어렵게 태어난 딸 크리스티나에게 관심을 두지 않았고 크리스티나의 양육 및 실질적인 궁정 운영은 구스타브의 누이인 카타리나 공주가 도맡았다.
1632년 구스타브가 갑작스럽게 전사하자 마리아는 큰 충격을 받았고 남편의 장례식을 반대하며 방에 틀어박혔다. 정신 착란 상태에 빠진 마리아는 어린딸 크리스티나를 감금하다시피 했고 대신들은 크리스티나를 왕비에게서 떼어내 카타리나 공주에게 맡겼다. 마리아 엘레오노라는 이후 스웨덴에서 추방되어 덴마크와 친정 브란덴부르크를 전전하다가 1648년 스웨덴으로 돌아왔다. 그러나 딸 크리스티나와의 사이는 회복되지 않았고 크리스티나가 가톨릭으로 개종한 일은 마리아에게 큰 충격을 주었다. 마리아는 자신의 패물을 칼 10세 구스타브의 왕비에게 주며 "나에게는 딸이 없으니 당신이 가지시오." 하고 말했다고 한다.

## 참고 문헌
- 《여왕의 시대》, 바이하이진, 김문주역, 미래의 창, 2008